# Ешнуна
Ешнуна је био град-држава у древној Месопотамији настао издвајањем из Сумерско-акадског царства. Постојала је од 2021. до 1755. године п. н. е. (сумерски попис краљева). Освојио ју је вавилонски цар Хамураби. 

## Историја
Ешнуна је један од градова који се током владавине Иби-Сина одвојио од Сумерско-акадског царства. Треће године владавине сумерског краља, енси Ешнуне, Итуриа, прекинуо је изражавати послушност. Итуриа је успоставио своју династију нешто након 2021. године п. н. е. односно након формирања државе Исина од стране Ишби-Ера. Хронологија владара Ешнуне није тачно утврђена. Итуриин син Илшуилиа прогласио се "царем све четири стране света".
Ешнуна се географски и политички налазила између интереса Елама и аморитских држава Исина и Ларсе. Још од времена Акадског краљевства у Ешнуни се говорило акадским језиком. Краљеви Ешнуне такође су били Акађани. Познат је и ешнунски законик краља Билалама. Након његове смрти држава слаби. Ново јачање одиграло се паралелно са јачањем државе Ларсе под Тутубом. Краљеви овога периода вероватно су били Аморити. Они су успели проширити своју државу и освојити град Ашур. 
Држава достиже свој врхунац у време владавине краља Ипик-Адада II. Његови синови (Нарам-Син и Дадуша) губе Ашур и постају мета суседних владара - Вавилона, Ларсе и Марија. Старовавилонски цар Хамураби је по освајању Ларсе покренуо поход против Ешнуне. Последњи краљ био је Ибал-пи-Ела II. Хамураби је разорио Ешнуну 1755. године п. н. е. Моћ државе никада се није обновила.